# Holzboot

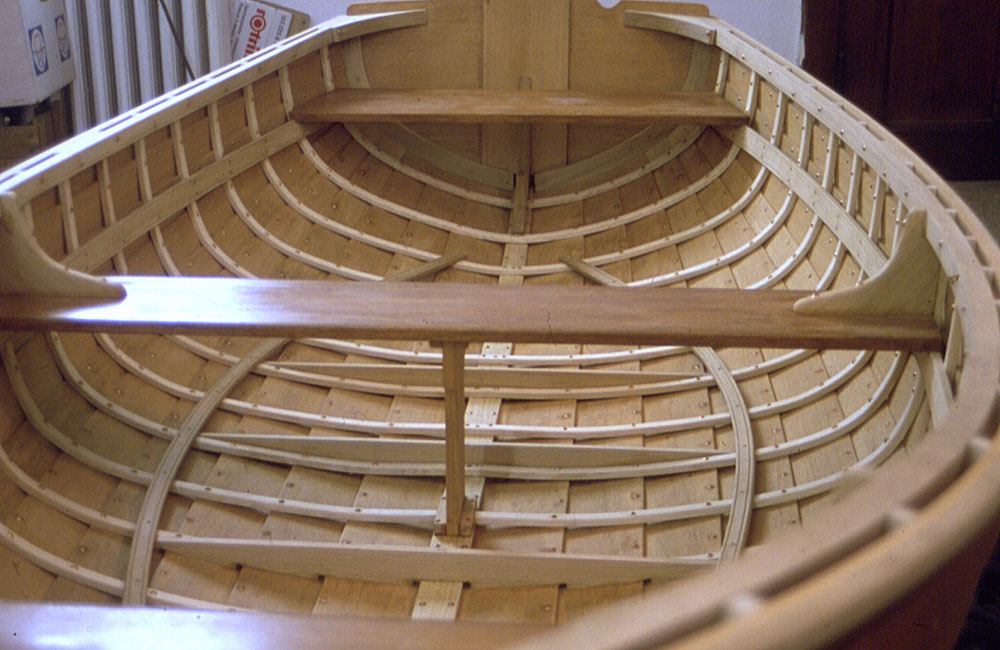
Holzrumpf in Klinkerbauweise

Ein Holzboot oder Holzschiff ist ein Boot oder Schiff, dessen Schiffskörper, Rumpf und Decksaufbauten aus Holz gefertigt sind. Dabei können außer Holz auch Beschläge, Nägel, Schrauben und Klebstoffe Verwendung finden.

## Entwicklungsformen des Holzbootes

### Der Einbaum

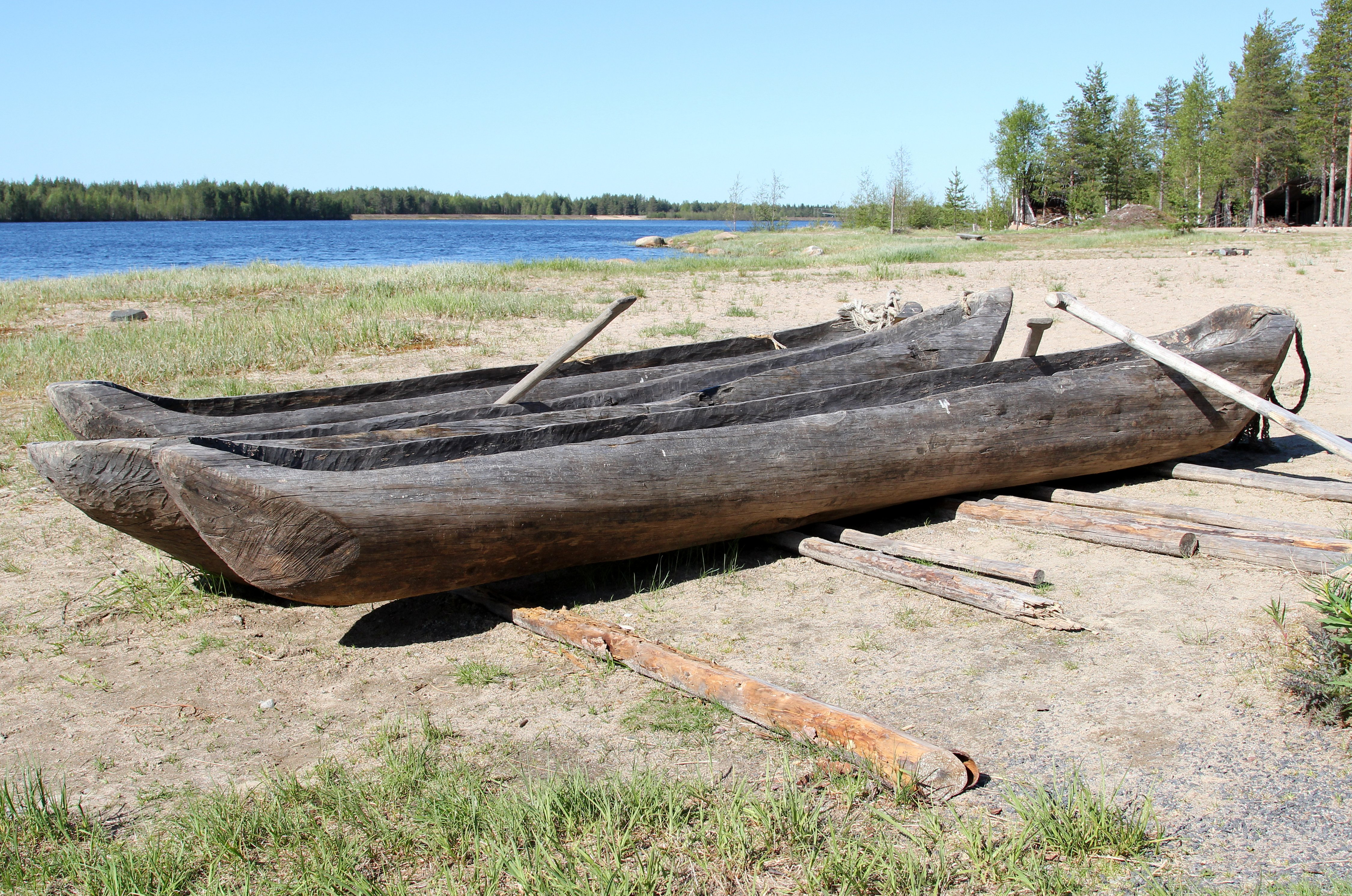
Einbäume in Finnland

Das erste Hilfsmittel zum Bewegen auf einem Gewässer war vor ca. 8000 Jahren der Einbaum, ein kompletter Baumstamm. Über die genaue zeitliche Einordnung sind sich Archäologen nicht einig. Die ersten Bäume wurden schon vor Jahrtausenden vom Mensch ausgehöhlt, um das Befahren von Gewässern zu ermöglichen, zuerst, indem man den Baumstamm ausbrannte und später durch spanabhebende Bearbeitungsverfahren.
Es ist anzunehmen, dass der Weg weg vom Einbaum zum Boot über den Umweg des Fell- und Korbbootes stattfand, da der Mensch die Fähigkeit Weide und Schilf zu flechten, Leder zu gerben und zu vernähen erlangte, lange bevor er dazu in der Lage war, Bohlen und Bretter aus Bäumen zu gewinnen. Die Existenz der Pirogen deutet aber auch an, dass es auch den Einbaum (mit aufgesetzter Seitenbeplankung) zur Freiborderhöhung gegeben hat. Einbäume wurden bis zu 20 Meter lang gefertigt.

### Das Kanu
Es geht leichter und schneller, die Form des ausgehöhlten Einbaumes mit Weiden, Knochen oder Schilfrohr nachzubilden und dieses Gerüst mit Leder oder Haut zu bespannen. Das Heck und der Bug dieses Bootes erhielt eine strömungsgünstigere Form. Ein solches Kanu konnte nicht beliebig groß gebaut werden, da es im Betrieb zu zerbrechen/zerreißen droht. Größere Kanus mussten durch stabileres Material wie Bohlen und Bretter aus Holz verstärkt werden. Damit wuchs das Holzkanu in Größe, Seetüchtigkeit und Zuladung.

### Die klassische Bootsform

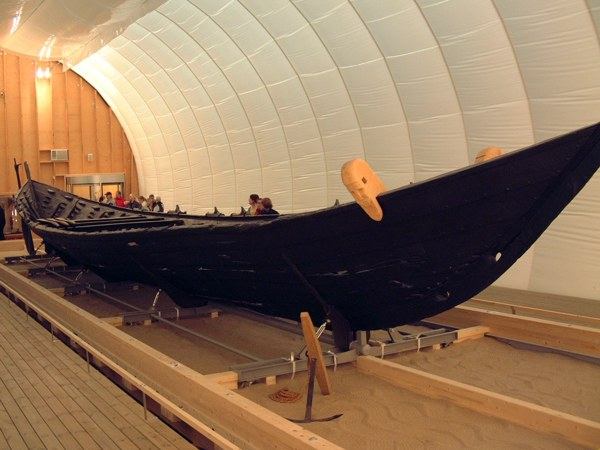
Hochseetaugliches Wikingerschiff aus Eichenholz

Boote, die größer als ein Baumstamm oder Kanu sein sollten, mussten zwangsläufig auf grundlegend andere Weise konstruiert sein. Bereits in der Antike entwickelten sich daher aus Holzspanten und Holzplanken zusammengesetzte Rumpfkonstruktionen.
Zwei Wege zur klassischen Herstellung derartiger Holzrümpfe sind bekannt. Entweder wurde erst die Außenhülle aus Planken erstellt und diese dann nachträglich mit Spanten versteift. Oder aber die Spantenkonstruktion wurde zuerst auf einem Kiel befestigt und dieses Spantengerüst anschließend beplankt. Der zweite Weg erlaubte deutlich größere und stabilere Konstruktionen.

## Materialmixturen

### Kompositbauweise aus Eisenspanten und Holzplanken
Der nächste Schritt, die Kompositbauweise erlaubte noch größere Schiffe, weil der Belastbarkeit von Holzspanten Grenzen gesetzt sind. Bei der Kompositbauweise werden verschiedene Materialien miteinander kombiniert. Üblich wurde es, das Gerüst des Schiffes, die Spanten und den Kiel aus Eisen zu fertigen, und diesen dann mit Holz zu beplanken.

### Sandwichbauweise mit Kupferblechen
Werden mehrere Lagen fester verschiedener Materialien miteinander verbunden, bezeichnet man dies heute als Sandwichbauweise. Sie fand mit Hilfe des Nagels ihren Eingang in die Schifffahrt, als man begann, die Unterwasserschiffe der Holzrümpfe flächendeckend mit Kupferblechen zu schützen, um den Holzbohrwurm fernzuhalten. Dazu bevorzugte man Kupfernägel, da Eisen in Kontakt mit Kupfer rasch korrodiert. Ein berühmtes Schiff in dieser Bauweise war die Cutty Sark.

### Das Ende des Holzbootbaus
Schon Ende des 19. Jahrhunderts wurden Großschiffe vollständig aus Eisen bzw. aus Stahl gefertigt, eine Entwicklung, die auch den Bootsbau beeinflusste.
Zu Beginn der 1960er wurden zudem die ersten Schiffe aus Kunststoff gefertigt. Es wurde entweder die Sandwichbauweise verwendet, bei der den Kunststoff auf beide Seiten von Bootsbausperrholzplatten aufgebracht wurde, oder aber in Kompositbauweise gefertigt, indem man die Sandwichaußenhaut auf Holzspanten aufbrachte. Mit dem technischen Fortschritt bei Kunststoffen und der Erfindung von Verbundkunststoffen wie GFK, wurde Holz als Werkstoff verdrängt, wobei es sich im Innenausbau noch halten konnte; dies jedoch fast nur in der nicht gewerblichen Schifffahrt. Ab Mitte der 1990er Jahre gab es sogar Kunststoffe, deren Haptik an Holz erinnert.

### Die Wiedergeburt der Holzboote

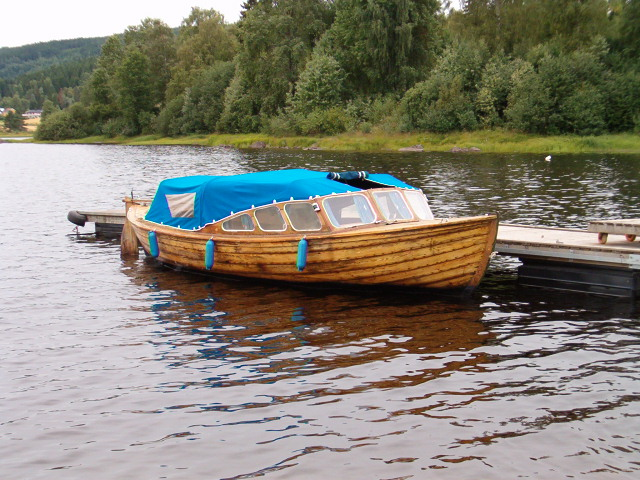
Tuckerboot aus Eiche

Etliche Kunststoffe erwiesen sich als nicht sonderlich langlebig und mit steigenden Kunststoffanteilen wurde es zunehmend schwieriger, die Boote zu reparieren. Zudem hängt die Lebensdauer von Kunststoffbooten von Faktoren ab, die sich der Kontrolle und Überprüfung durch den Käufer entziehen, weshalb einige Bootseigner mittlerweile wieder Holz als Werkstoff bevorzugen.
Dazu kam das ökologische Bewusstsein der Gesellschaft, das spätestens ab Mitte der 1980er Holz als nachwachsenden Rohstoff positiv betrachtet, während die meisten Kunststoffe aus Erdöl hergestellt werden. Neue Fertigungsmethoden haben ein Übriges dazu getan, Holzboote haltbarer und robuster zu machen. Seit Ende der 1980er haben Holzboote daher wieder Marktanteile hinzugewonnen.
Die Entwicklung des Stitch-and-Glue-Verfahrens (Zusammenheften und Verkleben von Sperrholzteilen) ermöglicht es Laien, ohne tiefere Kenntnisse des Bootsbaus individuelle hölzerne Rumpfkonstruktionen zu verwirklichen.
Galten Werften, die sich auf die Fertigung von Holzbooten spezialisiert hatten, fast als ausgestorben, gibt es alleine in Europa wieder Hunderte davon, die Tendenz ist weiter steigend.
Das Polarschiff Arctic Janus gilt als das größte in Betrieb befindliche Holzschiff mit entsprechender Eisklasse weltweit.

### Renaissance hölzerner Segelyachten

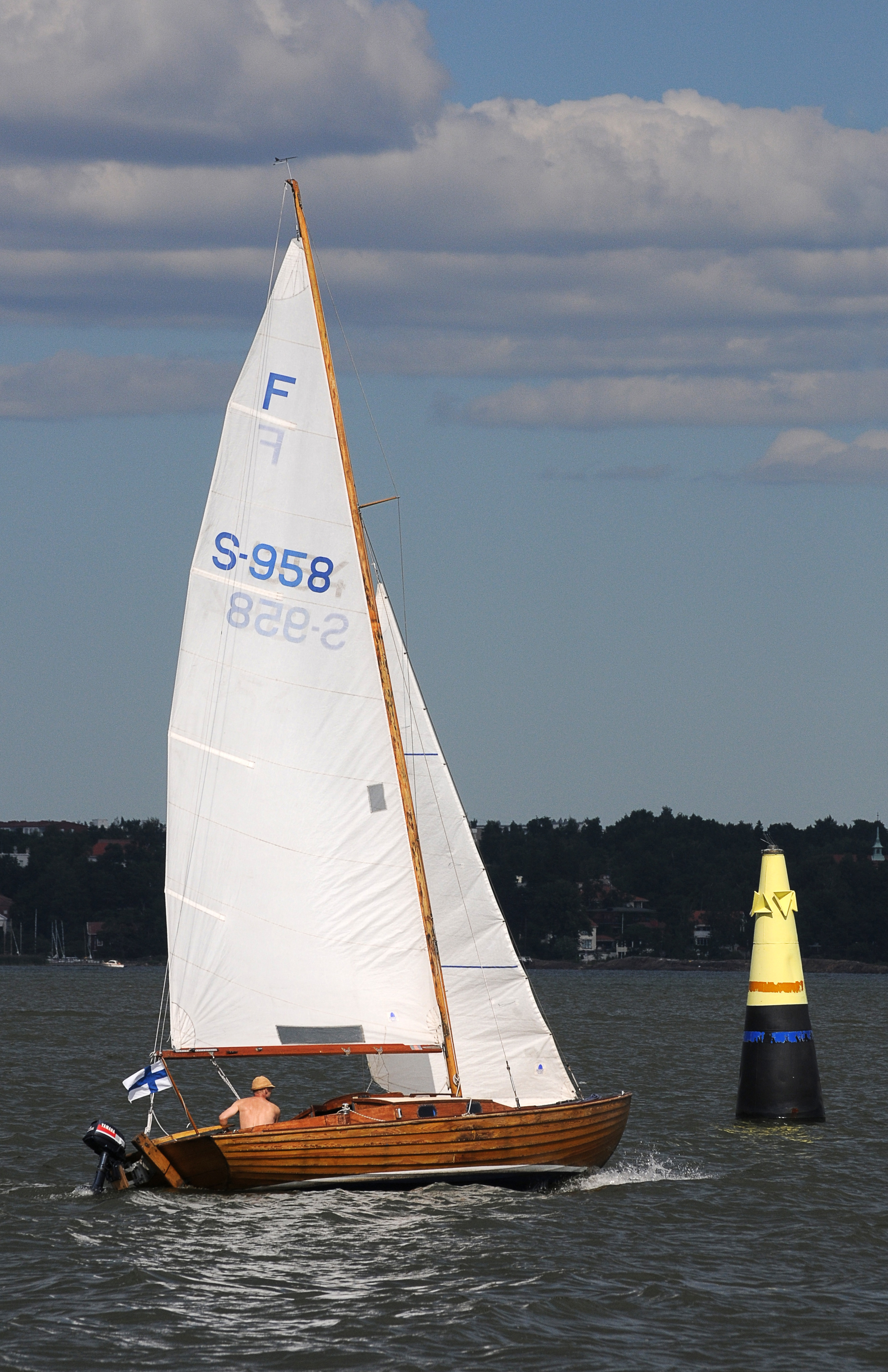
Folkeboot

In den 90er Jahren wuchs das Interesse an der Erhaltung von klassischen Yachten und Regatten mit diesen eleganten Holzbooten. Die Regattaveranstaltungen Regates Royales in Cannes und die Nioulargue in St. Tropez wurden Treffpunkte für Eigner und Liebhaber dieser immer seltener werdenden Zeugnisse vergangener Bootsbaukunst. Die Tradition der Holzboote pflegt in Deutschland neben vielen Klassenverbänden der Freundeskreis klassischer Yachten.
Der Beginn des "Klassischen Yachtzeitalters" lag in der ersten Hälfte des 20. Jahrhunderts, als die ersten Yachten ausschließlich für Rennzwecke gebaut wurden. Die Verbesserung der Formen, Baumethoden und Materialien führte zum Bau von hoch entwickelten Rennyachten. Ein Höhepunkt für das Streben nach Schönheit, Tauglichkeit und Geschwindigkeit wurde die 1907 vom IYRC in London verabschiedete Meterformel, die Konstrukteure wie William Fife, Henry Rasmussen und Nathanael Herreshoff zu ästhetischen und handwerklichen Höchstleistungen anspornte. "Holz ist so wundervoll, lebendig, ästhetisch. Es lässt sich schön und ebenmäßig von Punkt zu Punkt biegen. Es leitet weder Temperatur noch Geräusche besonders gut, daher ist ein Holzboot innen wohltemperiert und relativ leise." Mit dieser Liebeserklärung begründet Bootsbaulegende Olin Stephens, der Schöpfer des Klassikers Dorade, seine lebenslange Leidenschaft zu dem natürlichen und faszinierenden Werkstoff Holz.
Das Ende der "klassischen" Periode – bis zu ihrer Renaissance – wurde mit dem Technologiesprung zur Massenfertigung von GFK-Booten, in den 60er Jahren eingeleitet.

## Der Einfluss des Holzschiff-/-bootbaus auf die Umwelt
Der Holzschiffbau hatte infolge des hohen Holzverbrauchs je nach Region z. T. einen erheblichen Einfluss auf die Bewaldung bzw. das Fehlen dieser. Bereits in der Antike wurden bestimmte Gegenden völlig entwaldet und durch den Holzverbrauch Wälder zurückgedrängt. Zu nennen sind z. B. die ökologischen Effekte durch die Abholzung weiter Teile Nordafrikas, mit der Folge der Ausbreitung von Wüsten. Eine weitere Hochphase erlebte der Schiffsbau im 17. und 18. Jahrhundert durch die großen Flotten europäischer Kolonialmächte. Ein Beispiel ist die durch Abholzung der Lorbeerwälder der Insel Madeira völlig veränderte Vegetationszusammensetzung. Das kostbare Lorbeerbaumholz wurde vor allem für den Schiffbau gebraucht.